# John F. Crosby
John F. Crosby (* 5. November 1944 in Washington, D.C.) ist ein US-amerikanischer Philosoph.

## Leben
Er erwarb von 1962 bis 1966 an der Georgetown University den B.A. (cum laude) und von 1966 bis 1970 den Dr. phil. an der Universität Salzburg. Von 1970 bis 1987 Assistant Professor und dann Associate Professor an der University of Dallas. Von 1987 bis 1990 lehrte er als Gastprofessor an der Internationalen Akademie für Philosophie. Seit 1990 ist er Professor für Philosophie an der Franciscan University of Steubenville.

## Schriften (Auswahl)
- The Selfhood of the Human Person. Washington, D.C. 1996, ISBN 0813208653.
- Personalist Papers. Washington, D.C. 2004, ISBN 0813213177.
- als Herausgeber: Dietrich von Hildebrand: The Nature of Love. South Bend 2009, ISBN 1587315602.
- The Personalism of John Henry Newman. Washington, D.C. 2014, ISBN 0813226899.